# باشگاه ورزشی الاهلی قطر
باشگاه ورزشی الاهلی (به عربی: النادی الاهلی الریاضی) یک باشگاه ورزشی در شهر دوحه و در کشور قطر می‌باشد که تیم فوتبال آن در لیگ ستارگان قطر بازی می‌کند.
این باشگاه در سال ۱۹۵۰ میلادی تأسیس شده‌است.
باشگاه الاهلی یک بار به مقام نایب قهرمانی در لیگ ستارگان قطر و ۴ بار به مقام قهرمانی جام امیر قطر رسیده‌ است.

## دست‌آوردها
جام امیر قطر
- قهرمانی (۴): ٬۱۹۷۳ ٬۱۹۸۱ ٬۱۹۸۷ ۱۹۹۲
- نایب قهرمانی (۵): ٬۱۹۷۵ ٬۱۹۸۴ ٬۱۹۸۵ ٬۱۹۹۸ ۲۰۰۳

جام شیخ جاسم
- نایب قهرمانی (۲): ٬۱۹۹۹ ۲۰۰۶
- لیگ دسته دوم قطر
- قهرمانی (۱): ۲۰۱۳

## عملکرد در ادوارجام در جام آسیا
عملکرد آسیایی
این تیم تاکنون در جام باشگاه‌ها و لیگ قهرمانان آسیا (سطح اول فوتبال باشگاهی قاره) تجربه حضور نداشته ولی دو بار در سال ۱۹۹۳ و ۱۹۹۵ در جام در جام آسیا حضور داشته که به ترتیب در دور اول و دوم برابر الاتحاد عربستان و العربی کویت کنار رفت وبهترین عملکرد آنها در جام در جام تساوی برابر النجم لبنان است.

## مربیان پیشین
- آگوستو ایناسیو
- راینر هولمن
- میلان ماچالا
- زوران جورجویچ
- زلاتکو کرانچار
- لوکا بوناچیچ

## بازیکنان برجسته
بازیکنان ایرانی
- فرشاد پیوس
- مجتبی جباری
- سید جلال حسینی
- محمدحسین کنعانی‌زادگان
- شجاع خلیل‌زاده

بازیکن اروپایی
- پپ گواردیولا
- یولیان دراکسلر